# Iniistius evides
Iniistius evides là một loài cá biển thuộc chi Iniistius trong họ Cá bàng chài. Loài cá này được mô tả lần đầu tiên vào năm 1909.

## Phân loại
I. evides trước đây được xem là một danh pháp đồng nghĩa của Iniistius baldwini, đã được công nhận là một loài hợp lệ vào năm 2008 trong một lần bắt gặp những mẫu vật của hai loài cá này trong một chợ cá ở Thụy Điển, vốn được đánh bắt tại Vũng Tàu (Việt Nam) và xuất khẩu sang quốc gia này.

## Phạm vi phân bố và môi trường sống
I. evides có phạm vi phân bố ở Tây Thái Bình Dương. Loài cá này đã được ghi nhận từ vùng biển Nam Nhật Bản, bao gồm quần đảo Ryukyu và quần đảo Ogasawara, trải dài về phía nam đến đảo Đài Loan, bờ biển Nam Trung Quốc, Nam Việt Nam, đảo Tioman, (Malaysia).
I. evides sống trên nền đáy cát, độ sâu mà các mẫu vật được thu thập là khoảng 5 m, nhưng có thể sâu hơn.

## Mô tả
Chiều dài cơ thể tối đa được ghi nhận ở I. evides là 19 cm. Trán dốc và cứng chắc là điểm đặc trưng của hầu hết các loài thuộc chi Iniistius. Điều này giúp chúng có thể dễ dàng đào hang dưới cát bằng đầu của mình.
So với I. baldwini, đốm đen trên thân của I. evides nhỏ hơn nhiều và có viền trắng. Cá đực I. evides cũng không có đốm đen trên vây hậu môn như cá đực I. baldwini.